# Lacepedes daggekko
Lacepedes daggekko (Phelsuma cepediana) is een hagedis die behoort tot de gekko's, het is een van de soorten madagaskardaggekko's uit het geslacht Phelsuma.

## Naam en indeling
De wetenschappelijke naam van de soort werd voor het eerst voorgesteld door Blasius Merrem in 1820. Oorspronkelijk werd de wetenschappelijke naam Gecko cepedianus gebruikt en later de naam Phelsuma cepedianum. De hagedis werd eerder aan andere geslachten toegekend, zoals Platydactylus en Anoplopus.
De soortaanduiding cepediana is een eerbetoon aan de bioloog Bernard Germain de Lacépède (1756 – 1825).

## Uiterlijke kenmerken
De totale lichaamslengte is ongeveer 9,5 tot 15 centimeter. Lacepedes daggekko is felgroen van kleur en heeft een felblauwe staart en rug, en ook net boven de ogen komt deze blauwe kleur terug. In de nek tot halverwege de rug zijn aan weerszijden twee feloranje strepen aanwezig met daartussen in dezelfde kleur een landkaarttekening. De juvenielen hebben een lichaamslengte van ongeveer vier centimeter als ze uit het ei kruipen. Ze zijn nog bonter gekleurd; de gehele kop en rug zijn voorzien van een felblauw/oranje netachtige tekening met twee lichtere blauwe flankstrepen tot bij de staart. De buik is altijd wit en zoals bijna alle gekko's heeft deze soort geen oogleden.

## Levenswijze
Het voedsel van Lacepedes daggekko bestaat uit kleine ongewervelden zoals insecten en de larven. Ook plantendelen worden gegeten zoals fruit en bessen en ook bloemennectar lust de gekko graag. Het grootste deel van de tijd zit de hagedis verticaal tegen een boom klevend. Het is een uitstekende klimmer die vlug maar zeer stil is. De mannetjes staan bekend als zeer agressief tegenover andere mannetjes.

## Verspreiding en habitat

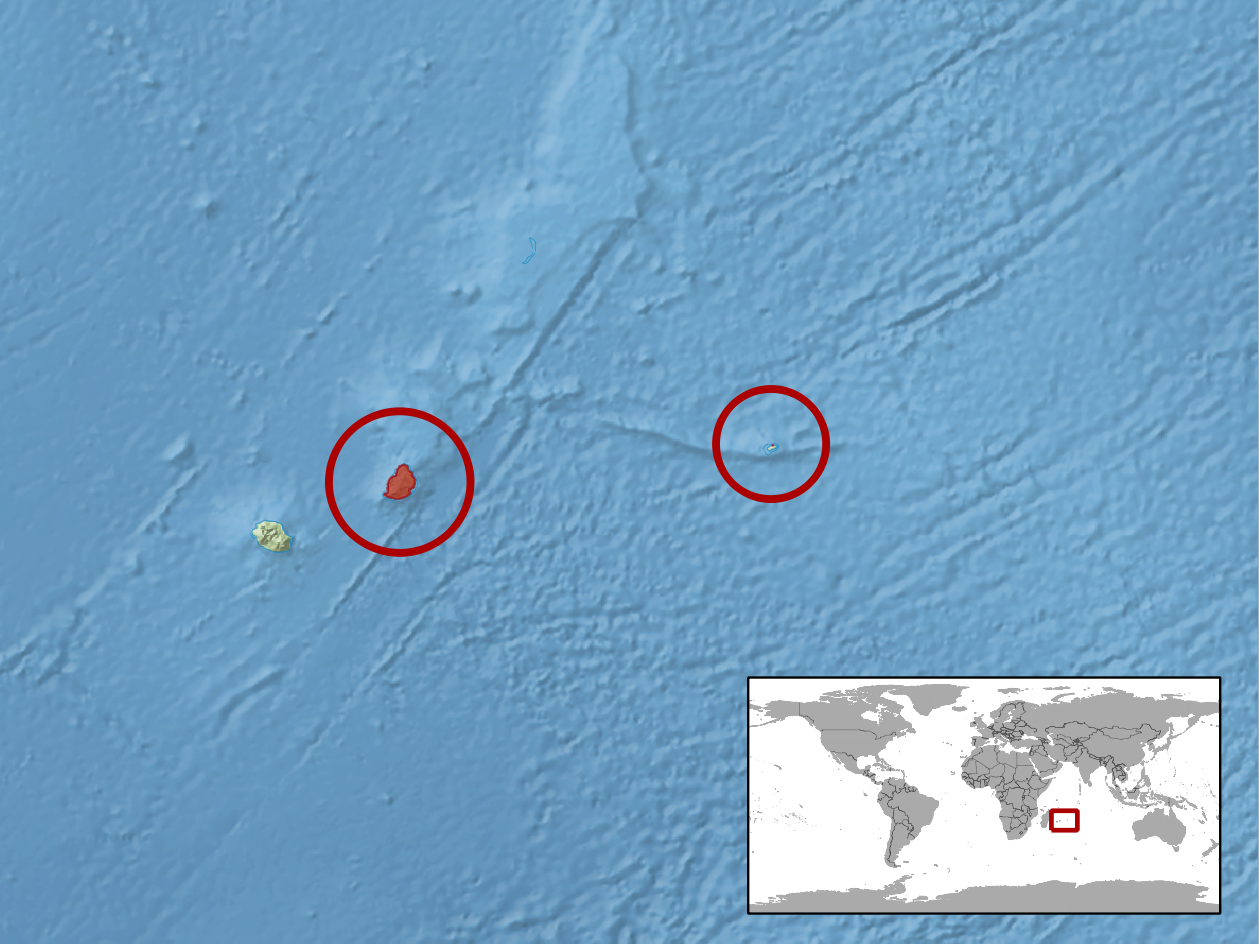
Verspreidingsgebied in het rood.

De soort komt voor in delen van Afrika en leeft oorspronkelijke endemisch op de Mascarenen, en dan uitsluitend Mauritius. Later is de soort geïntroduceerd op het eiland Rodrigues en op het veel grotere eiland Madagaskar (in het Zoölogisch park van Ivoloina). De habitat bestaat uit droge tropische en subtropische bossen. Ook in door de mens aangepaste streken zoals aangetaste bossen kan de hagedis worden gevonden.

## Beschermingsstatus
Door de internationale natuurbeschermingsorganisatie IUCN is de beschermingsstatus 'veilig' toegewezen (Least Concern of LC).